# Cerbaiola
Cerbaiola es una curazia situada en el castello (municipio) de Montegiardino (San Marino).